# Badeken
Le Badeken ou Bedeken (yiddish : באַדעקן badekn, lit. couvrir) consiste dans la tradition juive pour le marié de couvrir par un voile le visage de la mariée, juste avant d'aller sous la Houppa.
Le Badeken fait partie de la cérémonie du mariage juif. Accompagné par de la musique, le marié place un voile sur le visage de la mariée. Une bénédiction est récitée, pour avoir une grande descendance, basée sur le verset de la Genèse: 24:60.
L'origine de cette tradition remonte à la matriarche Rébecca, qui s'était couverte d'un voile, par modestie, avant d'approcher la tente d'Isaac. Avant de mettre le voile temporaire, le marié voit sa future épouse, évitant de faire comme le patriarche Jacob, qui épouse sans le savoir, Léa au lieu de Rachel, en premières noces,,. La mariée porte le voile jusqu'à la fin de la Houppa.